# Pozdnije svidanija
Pozdnije svidanija (russisk: Поздние свидания) er en sovjetisk spillefilm fra 1980 af Vladimir Grigorjev.

## Medvirkende
- Larisa Malevannaja som Vera
- Jurij Platonov som Nikolaj
- Jekaterina Vasiljeva
- Sergej Nikonenko som Kukusjkin
- Alina Olkhovaja som Anna